# Mesocacia
Mesocacia is een kevergeslacht uit de familie van de boktorren (Cerambycidae). De wetenschappelijke naam van het geslacht werd voor het eerst geldig gepubliceerd in 1926 door Heller.

## Soorten
Mesocacia omvat de volgende soorten:
- Mesocacia duplicaria Holzschuh, 2006
- Mesocacia elongata Breuning, 1936
- Mesocacia multimaculata (Pic, 1925)
- Mesocacia punctifasciata Gressitt, 1940
- Mesocacia rugicollis Gressitt, 1940